# Drée
 Drée  là một xã ở tỉnh Côte-d’Or trong vùng Bourgogne, phía đông nước Pháp. Xã Drée nằm ở khu vực có độ cao trung bình 460 mét trên mực nước biển.